# Furnarius figulus
Furnarius figulus là một loài chim trong họ Furnariidae.